# Greatest Misses
Albums de Public Enemy
Apocalypse 91... The Enemy Strikes Black
(1991) Muse Sick-n-Hour Mess Age
(1994)
Singles
1. Hazy Shade of Criminal
Sortie : 1992
2. Louder Than A Bomb
Sortie : 1992

Greatest Misses est la première compilation de Public Enemy, sortie le 15 septembre 1992.
L'album comprend six titres inédits (1 à 6) et sept remixes de morceaux déjà publiés (7 à 13). Il s'est classé 10e au Top R&B/Hip-Hop Albums et 13e au Billboard 200 et a été certifié disque d'or par la RIAA le 18 novembre 1992.

## Liste des titres
| No  | Titre | Contient un (des) sample(s) de | Durée |
| --- | --- | --- | ----- |
| 1.  | Tie Goes to the Runner                                                                                              | | 4:17  |
| 2.  | Hit da Road Jack | | 4:01  |
| 3.  | Gett off My Back | Give Up the Funk (Tear the Roof Off the Sucker) de Parliament (Not Just) Knee Deep de Funkadelic Heartbreaker (Part I, Part II) de Zapp Moshitup de Just-Ice featuring KRS-One                                                        | 4:52  |
| 4.  | Gotta Do What I Gotta Do                                                                                            | Ain't It Funky Now de Grant Green Fantastic Freaks at the Dixie de DJ Grand Wizard Theodore and The Fantastic Five Rebel Without a Pause de Public Enemy Brothers Gonna Work It Out de Public Enemy B Side Wins Again de Public Enemy | 4:44  |
| 5.  | Air Hoodlum | Born Under a Bad Sign d'Albert King Thank You for Talkin' to Me Africa de Sly and the Family Stone Person to Person de l'Average White Band Lakers vs. Clippers de Robin Harris Check the Elevation de Tony D                         | 3:44  |
| 6.  | Hazy Shade of Criminal                                                                                              | Funky Drummer de James Brown Funky Worm des Ohio Players Break North des Ultramagnetic MCs | 4:54  |
| 7.  | Megablast (The Madd Skillz Bass Pipe Gett Off Remixx) (Remix de Damon Dollars)                                      | Bring the Noise de Public Enemy | 3:00  |
| 8.  | Louder Than a Bomb (JMJ Telephone Tap Groove) (Remix de Chyskillz et Jam Master Jay)                                | Don't Change Your Love des Five Stairsteps Pride and Vanity des Ohio Players The Wildstyle de Time Zone | 3:36  |
| 9.  | You're Gonna Get Yours (Reanimated TX Getaway Version) (Remix de Jeff Trotter)                                      | | 4:10  |
| 10. | How to Kill a Radio Consultant (The DJ Chuck Chillout Mega Murder Boom) (Remix de DJ Chuck Chillout et Salaam Remi) | UFO d'ESG | 4:03  |
| 11. | Who Stole the Soul? (Sir Jinx Stolen Souled Out Reparation Mixx) (Remix de Sir Jinx)                                | | 3:38  |
| 12. | Party for Your Right to Fight (Blak Wax Metromixx) (Remix de Greg Beasley)                                          | | 5:52  |
| 13. | Shut Em Down (Live in the UK)                                                                                       | | 4:46  |